# Yvonne Ott
Yvonne Ott (* 25. Mai 1963 in Usingen) ist eine deutsche Juristin. Von 2010 bis 2016 war sie Richterin am Bundesgerichtshof. Seit dem 8. November 2016 ist sie Richterin des Bundesverfassungsgerichts.

## Leben

### Ausbildung
Ott nahm 1982 ein Studium der Rechtswissenschaft an der Johann-Wolfgang-Goethe-Universität in Frankfurt am Main auf und legte 1987 ihr erstes Staatsexamen ab. Ihr Referendariat im Landgerichtsbezirk Frankfurt am Main unterbrach sie nach kurzer Zeit wieder, von 1987 bis 1992 war sie als wissenschaftliche Mitarbeiterin an der Universität Frankfurt beschäftigt. Anschließend kehrte sie in den Vorbereitungsdienst zurück, 1995 schloss sie ihre juristische Ausbildung mit dem zweiten Staatsexamen ab. Im Jahr zuvor wurde sie mit dem Thema „Der Parlamentscharakter der Gemeindevertretung: eine rechtsvergleichende Untersuchung der Qualität staatlicher und gemeindlicher Vertretungskörperschaften“ promoviert.

### Juristischer Werdegang
Ab Dezember 1995 fand sie zunächst eine Anstellung im Hessischen Ministerium der Finanzen, in dem sie als Regierungsrätin auf Probe, ab 1996 als Regierungsrätin die Leitung des Referats Kabinett- und Parlamentsangelegenheiten übernahm. Mitte 1998 wurde sie als Richterin kraft Auftrags an das Landgericht Frankfurt am Main abgeordnet, ein Jahr später wurde sie zur Richterin auf Lebenszeit ernannt. Von August 1999 bis Februar 2000 war sie Leiterin von praktischen Studienzeiten für Rechtsreferendare. Von 2000 bis 2002 war sie vorübergehend als wissenschaftliche Mitarbeiterin am Bundesverfassungsgericht tätig. 
Im November 2004 wurde Ott zur Vorsitzenden Richterin einer Großen Strafkammer am Landgericht Frankfurt am Main berufen. Sie war 2004 zugleich Leiterin von Referendararbeitsgemeinschaften der Anwaltsstation. 
Seit 2010 gehört sie dem 2. Strafsenat des Bundesgerichtshofs an und war bis Ende 2014 auch als Ermittlungsrichterin tätig. Von 2015 bis 2016 war sie stellvertretende Pressesprecherin am Bundesgerichtshof.
Von 2005 bis September 2009 war Ott stellvertretendes richterliches Mitglied und von 2008 bis 2016 war Ott stellvertretendes nicht richterliches Mitglied des Staatsgerichtshofs des Landes Hessen. 2011 vertrat sie das ständige nicht richterliche Mitglied Klaus Lange in einem Verfahren.

### Richterin des Bundesverfassungsgerichts
Im Oktober 2016 wurde Yvonne Ott auf Vorschlag der SPD vom Bundesrat einstimmig zur Richterin in den Ersten Senat des Bundesverfassungsgerichts gewählt. Sie hatte den Platz von Reinhard Gaier im Ersten Senat eingenommen, als er in den Ruhestand ging. Sie ist unter anderem Mitautorin des Karlsruher Kommentars zur Strafprozessordnung.

### Privates
Yvonne Ott hat zwei Kinder.